# Presidente Vargas
Presidente Vargas is een gemeente in de Braziliaanse deelstaat Maranhão. De gemeente telt 10.191 inwoners (schatting 2009).